# Vescomtat de Lobinhèr
El vescomtat de Lobinhèr fou una jurisdicció feudal a Gascunya, al Bearn al sud de Marsan, a l'est de Orte, i al nord de Pau (al Bearn).
Guillem Fortun Príncep de Verdun, de la família reial navarresa fou nomenat vescomte de Lobinhèr i Gimoès vers el 980; es va casar amb Brauceta d'Armanyac. Llavors se li deia Vicecomitatus Lupiniacensis i el vescomte va ajudar a la construcció d'un monestir (La Réole); també d'aquesta època és un castellet conegut com a "Lou Castet" (el Castellet). No se sap ben bé quan va morir però els seus dominis van anar a parar a la branca gascona d'Oloron i Dacs. Allí Llop havia dividit el país entre Aner (Oloron) i Arnau (Dax i Orte). Un tercer germà, Garcia va rebre la senyoria de Subestre, però a la mort de Guillem Fortun (després del 993), sembla que es va nomenar vescomte a Llop, fill de Garcia de Subestre
Després va passar als vescomtes del Marsan. Al segle xii Arnau Guillem de Marsan va fer la guerra contra Gastó de Bearn. Finalment va passar a Bearn i després a Foix. Mateu de Foix va donar la senyoria d'Andouins i el vescomtat de Lobinhèr al seu parent Joan, del que va passar al seu fill Gastó i d'aquest al seu fill Pau. Aquest fou fet comte el 1555 i va morir el 1562. La seva filla i hereva fou Diana d'Andouins, coneguda com la vescomtessa de Lobinhèr i la Bella Corisanda, morta el febrer de 1621. Es va casar amb Filibert I de Gramont, Duc de Gramont, Comte de Guiche i senescal de Bearn el 1567 i fou amistançada d'Enric IV de Franca. Del primer va tenir al successor Antoni II de Gramont i Guiche mort el 1644; amb el seu fill Antoni III (1644-1678), el fill d'aquest, Antoni IV (1678-1720), el fill d'aquest Antoni V (1720-1735) i el fill del darrer Antoni VI (1735-1741) els drets del Lobinhèr es consolidaren en la casa dels ducs de Gramont fins a la revolució.

## Llista de vescomtes
- Guillem Fortun 980-?
- Llop de Subestre ?-?
- a Marsan
- a Bearn
- a Foix-Bearn
- Joan de Foix 1398-? (senyor d'Andouins)
- Gastó ?-? (senyor d'Andouins)
- Pau vers 1520-1562 (senyor d'Andouins)
- Diana 1562-1621
- Antoni I (II de Gramont) 1621-1644
- Antoni II (III de Gramont) 1644-1678
- Antoni III (IV de Gramont) 1678-1720
- Antoni IV (V de Gramont) 1720-1725
- Antoni V (VI de Gramont) 1725-1741
- Lluís I de Gramont 1741-1745
- Antoni VI (VII de Gramont) 1745-1789
- Suprimit per la revolució de 1789